# USA Track & Field
La USA Track & Field (USATF) è l'associazione di atletica leggera degli Stati Uniti d'America che opera sul territorio nazionale.
La USATF, che ha sede a Indianapolis, è una organizzazione non profit con un numero di affiliati che si aggira intorno ai 100000. A capo dell'associazione vi è un presidente eletto (attualmente Stephanie Hightower) e un amministratore delegato (attualmente Max Siegel).

## Storia
Il 30 gennaio 1878, nella città di New York, il canottiere e atleta William B. Curtis fondò, a New York, quella che divenne ufficialmente l'American Athletic Union nel 1887.

## Consiglio federale
- Presidente:
  - Vin Lananna (dal 2017)
- Vicepresidente:
  - Jack Wickens
- Tesoriere:
  - Kenneth Taylor
- Segretario:
  - Darlene Hickman (non votante)
- Membri:
  - Willie Banks, Jeff Darman, Evie Dennis, Philip Dunn, Aretha Thurmond, Kim Haines, Robert Hersh, Steve Holman, Deena Kastor, Elizabeth Phillips, Steven Miller, Max Siegel.

### Presidenti
1. Evie G. Dennis: 1979-1980
2. Jimmy Carnes: 1980-1984
3. LeRoy T. Walker: 1984-1988
4. Frank Greenberg: 1988-1992
5. Larry Ellis: 1992-1996
6. Patricia Rico: 1996-2000
7. Bill Roe: 2000-2008
8. Stephanie Hightower: 2008-2017

## Partner ufficiali
- Nike
- Visa
- BMW
- GILL Athletics
- St.Vincent Sports Performance
- Ludus Tours
- MBNA America
- Delivra